# اردک‌های چشم‌طلایی
اردک‌های چشم‌طلایی (نام علمی: Bucephala) یک سرده از اردک‌های شیرجه‌زن است که در نیم‌کره شمالی یافت می‌شود.

## گونه‌ها
سه گونه زنده عبارتند از:
| تصویر | نام علمی            | نام رایج              | پراکندگی                             |
| ----- | ------------------- | --------------------- | ------------------------------------ |
|       | Bucephala clangula  | اردک چشم‌طلایی         | در آمریکای شمالی و اوراسیا گسترده‌است |
|       | Bucephala islandica | اردک چشم‌طلایی ایسلندی | آمریکای شمالی و ایسلند               |
|       | Bucephala albeolaا  | اردک سرپف             | آمریکای شمالی از جنوب تا مکزیک       |